# ベンジャミン・クレメンタイン
ベンジャミン・クレメンタイン（英語: Benjamin Clementine、1988年12月7日 - ）は、イギリスの俳優、作曲家、音楽家。

## ディスコグラフィー

### アルバム
- 『At Least for Now』（2015年）
- 『I Tell a Fly』（2017年）
- 『And I Have Been』（2022年）[2]

### シングル
- 「Cornerstone」（2013年）
- 「London」（2013年）
- 「I Won't Complain」（2013年）
- 「Condolence」（2015年）
- 「Nemesis」（2015年）
- 「Phantom of Aleppoville」（2017年）
- 「God Save the Jungle」（2017年）
- 「Jupiter」（2017年）
- 「Eternity」（2018年）
- 「Copening Weakend」（2022年）
- 「Genesis」（2022年）